# Heteria plebia
Heteria plebia är en tvåvingeart som beskrevs av Malloch 1930. Heteria plebia ingår i släktet Heteria och familjen parasitflugor. Inga underarter finns listade i Catalogue of Life.